# Semih Saygıner
Semih Saygıner, znan tudi pod vzdevkom Mr. Magic ali Turški princ, turški igralec biljarda, * 12. november 1964.
Je nekdanji svetovni prvak v biljardu, specializiran za igre, kjer mora bela krogla pred namenjenim strelom dotakniti 3 strani mize. Državni prvak je postal leta 1987. Po udeležbi na različnih odprtih tekmovanjih je postal profesionalni igralec bilijarda. Leta 1995 se je poročil z žensko državno prvakinjo bilijarda. Leto kasneje je za dve leti bil tudi predsednik turške bilijardne športne zveze. Več let je igral za portugalski klub. Leta 2007 se je upokojil.